# 비보이 (프로게이머)
비보이(본명: 주영훈, 1997년 12월 18일 ~ )는 대한민국의 리그 오브 레전드 프로게이머로 아이디는 Bvoy이다. 포지션은 AD 캐리이며 현재 라틴 아메리카 리그의 에스트랄 e스포츠에서 활동하고 있다.

## 선수 생활
2016년 1월, WaY에 입단하면서 프로 커리어를 시작했다. 2016년 2월, 팀에서 퇴단했다.
2016년 5월, 스타 호른 로얄 클럽에 입단했다.
2017시즌을 앞두고 영 미라클즈에 입단했다. 2017 스프링 시즌과 서머 시즌 팀의 준우승에 기여했다. 2018년 6월, 팀에서 퇴단했다.
2019시즌을 앞두고 징동 게이밍에 입단했다. 데마시아컵에서는 주전으로 출전했으나 스프링 시즌을 앞두고 임프가 영입되면서 서브 선수로 밀려났다.
2019년 6월, LLA의 퓨리어스 게이밍에 입단했다. 클로징 시즌 팀의 포스트시즌 진출에 기여했다.
2020시즌을 앞두고 미스핏츠 게이밍에 입단했다. 스프링 시즌 좋은 모습을 보여주면서 팀의 포스트시즌 진출에 기여했다.
2020년 5월, 플라멩구 e스포츠에 입단했다.
2021시즌을 앞두고 에스트랄 e스포츠에 입단했다.

## 소속팀
| # | 팀명                | 소속 기간             | 소속 리그 | 비고 |
| - | ------------------- | --------------------- | --------- | ---- |
| 1 | WaY                 | 2016.01.18~2016.02.23 |           |      |
| 2 | 스타 호른 로열 클럽 | 2016.05.18~2016.12.19 | LSPL      |      |
| 3 | 영 미라클즈         | 2017.01.04~2018.06.29 | LSPL      |      |
| 4 | 징동 게이밍         | 2018.12.16~2019.05.13 | LPL       |      |
| 5 | 퓨리어스 게이밍     | 2019.06.24~2019.11.03 | LLA       |      |
| 6 | 미스핏츠 게이밍     | 2019.12.07~2020.05.11 | LEC       |      |
| 7 | 플라멩구 e스포츠    | 2020.05.24~2020.11.25 | CBLOL     |      |
| 8 | 에스트랄 e스포츠    | 2020.12.31~           | LLA       |      |

## 수상 내역
- 리그 오브 레전드 세컨더리 프로리그 스프링 2017 준우승
- 리그 오브 레전드 세컨더리 프로리그 서머 2017 준우승